# Lizard Kings de Jacksonville
Les Lizard Kings de Jacksonville sont une franchise professionnelle de hockey sur glace d'Amérique du Nord qui a évolué dans l'ECHL. L'équipe était basée à Jacksonville dans l'État de la Floride aux États-Unis.

## Historique
La franchise est créée en 1995 après le déménagement des Icehawks de Louisville. Elle évolue en ECHL jusqu'en 2000.

## Statistiques
| No | Saison    | PJ | V  | D  | DTB | BP  | BC  | Pts | Classement                 | Séries éliminatoires    | Entraîneur                   |
| -- | --------- | -- | -- | -- | --- | --- | --- | --- | -------------------------- | ----------------------- | ---------------------------- |
| 1  | 1995-1996 | 70 | 33 | 29 | 8   | 267 | 288 | 74  | 5e place division Sud      | Finalistes              | Jeff Brubaker                |
| 2  | 1996-1997 | 70 | 21 | 37 | 12  | 220 | 299 | 54  | 8e place division Sud      | Non qualifiés           | Mike LaZazzera Bruce Cassidy |
| 3  | 1997-1998 | 70 | 35 | 29 | 6   | 243 | 239 | 76  | 3e place, division Sud-Est | Non qualifiés           | Bruce Cassidy                |
| 4  | 1998-1999 | 70 | 35 | 33 | 2   | 235 | 255 | 72  | 5e place, division Sud-Est | Défaite au premier tour | Brian Curran                 |
| 5  | 1999-2000 | 70 | 27 | 34 | 9   | 246 | 291 | 63  | 7e place, division Sud-Est | Non qualifiés           | Alain Lemieux                |